# Liste der Kulturdenkmäler in Hanhofen
In der Liste der Kulturdenkmäler in Hanhofen sind alle Kulturdenkmäler der rheinland-pfälzischen Ortsgemeinde Hanhofen aufgeführt. Grundlage ist die Denkmalliste des Landes Rheinland-Pfalz (Stand: 18. Juli 2022).

## Einzeldenkmäler
| Bezeichnung                        | Lage                                                           | Baujahr                            | Beschreibung | Bild                           |
| ---------------------------------- | -------------------------------------------------------------- | ---------------------------------- | --- | ------------------------------ |
| Straßenbrücke                      | Alte Kirchstraße Lage                                          | 1884                               | Bogenbrücke über den Woogbach, Sandsteinblöcke, bezeichnet 1884 | Fotos hochladen                |
| Wohnhaus                           | Alte Kirchstraße 2 Lage                                        | um 1815                            | eingeschossiges Fachwerkwohnhaus mit fußwalmartigen Vordächern, um 1815 | Fotos hochladen                |
| Gasthaus „Zur Krone“               | Alte Landstraße 20 Lage                                        | 1874                               | Wohn- und Gasthaus, 1874 | Fotos hochladen                |
| Wohnhaus                           | Alte Landstraße 21 Lage                                        | um 1830                            | eingeschossiges Fachwerkwohnhaus, um 1830 | Fotos hochladen                |
| Wohnhaus                           | Hauptstraße 26 Lage                                            | zweite Hälfte des 18. Jahrhunderts | Wohnhaus eines Hofes, eingeschossiger Krüppelwalmdachbau mit Fachwerkgiebel, zweite Hälfte des 18. Jahrhunderts; straßenbildprägend                                                    | Fotos hochladen                |
| Katholische Pfarrkirche St. Martin | Hauptstraße 27 Lage                                            | 1759–63                            | Saalbau, 1759–63, Architekt Leonhard Stahl, Turm 1776 vollendet, hier Nischenfigur, 18. Jahrhundert; mit Ausstattung, seit dem Ende des 15. Jahrhunderts; straßen- und ortsbildprägend | weitere Bilder Fotos hochladen |
| Wohnhaus                           | Hauptstraße 32 Lage                                            | erste Hälfte des 18. Jahrhunderts  | Wohnhaus eines Hofes, eingeschossiger Fachwerkbau mit Kniestock, erste Hälfte des 18. Jahrhunderts                                                                                     | Fotos hochladen                |
| Schul- und Rathaus                 | Hauptstraße 38 Lage                                            | Ende des 18. Jahrhunderts          | ehemaliges Schul- und Rathaus; Putzbau, Erdgeschoss vom Ende des 18. Jahrhunderts, Aufstockung am Anfang des 20. Jahrhunderts                                                          | Fotos hochladen                |
| Friedhofskreuz und Grabmal         | Iggelheimer Straße, auf dem Friedhof Lage                      | ab 1850                            | Friedhof um 1840 angelegt, zuletzt 1967 erweitert; - Friedhofskreuz, bezeichnet 1850; - Grabmal P. Burgay († 1912), Steinkreuz auf mächtigem, signiertem Sockel (Demmerle, Speyer)     | Fotos hochladen                |
| Straßenbrücke                      | Raiffeisenstraße Lage                                          | 1758                               | einbogige Sandsteinquaderbrücke über den Woogbach, bezeichnet 1758 | Fotos hochladen                |
| Wegekreuz                          | Speyerbachweg, am Kreuzhof Lage                                | 1813                               | Wegekreuz, bezeichnet 1813, metallgegossener Korpus, wohl aus der zweiten Hälfte des 19. Jahrhunderts                                                                                  | Fotos hochladen                |
| Bildstock                          | nördlich des Ortes; Flur Kernsäcker Lage                       | 1779                               | Bildstock; Pfeiler mit ausgenischtem Figurengehäuse, bezeichnet 1779 | Fotos hochladen                |
| Wegekreuz                          | westlich von Hanhofen an der K 26; Flur Obere Rott Lage        | 1839                               | Wegekreuz; schlichtes Kreuz, bezeichnet 1839 | Fotos hochladen                |
| Feldkreuz                          | südwestlich des Ortes zwischen K 26 und Harthäuser Straße Lage | frühes 18. Jahrhundert             | Feldkreuz; Rotsandsteinkreuz, frühes 18. Jahrhundert | Fotos hochladen                |

## Ehemalige Kulturdenkmäler
| Bezeichnung  | Lage                | Baujahr                            | Beschreibung | Bild                           |
| ------------ | ------------------- | ---------------------------------- | --- | ------------------------------ |
| Schlossmühle | Hauptstraße 1 Lage  | Mitte des 18. Jahrhunderts         | breitgelagertes Wohnhaus und Mühle, langgezogener Putzbau mit Kniestock, 1893, im Kern aus der Mitte des 18. Jahrhunderts; Torpfeiler, 18. Jahrhundert, bezeichnet 1837 und 1857; aus Denkmalliste gelöscht | weitere Bilder Fotos hochladen |
| Wohnhaus     | Hauptstraße 49 Lage | zweite Hälfte des 18. Jahrhunderts | L-förmiges Wohnhaus; eingeschossiger Bruchsteinbau, verputzt, zweite Hälfte des 18. Jahrhunderts; aus Denkmalliste gelöscht                                                                                 | Fotos hochladen                |